# Distretto di Dhading
Il distretto di Dhading (in nepalese धादिङ जिल्ला ) è un distretto del Nepal, in seguito alla riforma costituzionale del 2015 fa parte della provincia di Bagmati. 
Il capoluogo è Dhading besi.
Geograficamente il distretto appartiene alla zona collinare della Mahabharat Lekh anche se nella zona nord del territorio si trova il gruppo del Ganesh Himal che con il picco del Ganesh NW (o Ganesh II, o talvolta Ganesh III) raggiunge i 7110 m.
Il principale gruppo etnico presente nel distretto sono i Tamang.

## Municipalità
Il distretto è suddiviso in 13 municipalità, 2 cittadine e 11 rurali. 
Urbane
- Dhunibeshi
- Nilkantha

Rurali
- Khaniyabas
- Gajuri
- Galchhi
- Gangajamuna
- Jwalamukhi
- Thakre
- Netrawati Dabjong
- Benighat Rorang
- Rubi Valley
- Siddhalek
- Tripurasundari